# Kim-Il-sung-Stadion
Das Kim-Il-sung-Stadion ist ein Fußballstadion mit Leichtathletikanlage im Stadtbezirk Moranbong-guyŏk der nordkoreanischen Hauptstadt Pjöngjang. Es verfügt über eine Kapazität von 50.000 Zuschauern. Damit ist es nach dem Stadion Erster Mai das zweitgrößte in Nordkorea.

## Geschichte
Das Stadion wurde 1926 gebaut, als Korea unter japanischer Herrschaft stand, und trug zuerst den Namen Kirim Stadion. Angelegt wurde es als Baseballstadion. Bis zur Auflösung des Pyongyang FC in den 1950er Jahren war es dessen Heimstätte. 1969 wurde das Stadion erstmals renoviert und in Moranbong-Stadion umbenannt. Nach einer weiteren Renovierung im Jahr 1982 wurde es nach Kim Il-sung benannt, der hier seine erste Rede in Korea nach der Rückkehr aus dem Exil gehalten hatte.
Heute wird das Stadion hauptsächlich für Fußballspiele genutzt und ist die Heimspielstätte der Sportgruppe Pjöngjang. Jeden April dient es als Start und Ziel für den internationalen Pjöngjang-Marathon.